# マルクトオフィンゲン
マルクトオフィンゲン (ドイツ語: Marktoffingen) はドイツ連邦共和国バイエルン州シュヴァーベン行政管区のドナウ＝リース郡に属す町村（以下、本項では便宜上「町」と記述する）で、ヴァラーシュタイン行政共同体を形成する自治体の一つである。

## 地理
マルクトオフィンゲンはネルトリンガー・リース内に位置する、アウクスブルク開発計画地域の一部である。

### 自治体の構成
この町は、公式には5つの地区 (Ort) からなる。このうち小集落や孤立農場などを除く集落を以下に列記する。
- マルクトオフィンゲン
- ミンダーオフィンゲン

## 歴史
13世紀前半から、この町はアウクスブルク聖堂参事会のレーエンとしてエッティンゲン伯、その末裔であるエッティンゲン＝ヴァラーシュタイン家の所領であった。マルクトオフィンゲンは1500年から、後にエッティンゲン＝ヴァラーシュタイン侯領の重罪裁判権をも有するオーバーアムト（上級行政機関）となるアムトの所在地となった。1806年のライン同盟によりこの町はバイエルン領となった。1973年に市町村再編のためミンダーオフィンゲンが合併し、現在の自治体マルクトオフィンゲンが成立した。

### 人口推移
- 1970年 1,085人
- 1987年 1,238人
- 2000年 1,371人

## 行政
首長は、ヘルムート・バウアーである。

## 経済と社会資本

### 教育
- 国民学校 1校

## 引用
1. ↑  https://www.statistikdaten.bayern.de/genesis/online?operation=result&code=12411-003r&leerzeilen=false&language=de Genesis-Online-Datenbank des Bayerischen Landesamtes für Statistik Tabelle 12411-003r Fortschreibung des Bevölkerungsstandes: Gemeinden, Stichtag (Einwohnerzahlen auf Grundlage des Zensus 2011)
2. ↑  Bayerische Landesbibliothek Online